# Luigi Carzino
Luigi Carzino (né le 1er mars 1926 à Sampierdarena, un quartier de l'ouest de Gênes et mort le 17 juillet 2009 dans la même ville) est un footballeur italien, qui évoluait au poste de gardien de but.

## Biographie
Luigi naît à Sampierdarena. Ses oncles sont Alfredo (1899-1944) et Ercole (1901-1979). Ce dernier joue également au football, comme milieu de terrain. Enrico Carzino, son père, est également footballeur.

## Palmarès
- A.C Liguria
  - Champion de Serie B (D2) en 1941
- Acqui
  - Champion de Prima Divisione (D5) en 1950